# 剣淵駅
剣淵駅（けんぶちえき）は、北海道上川郡剣淵町仲町にある北海道旅客鉄道（JR北海道）宗谷本線の駅である。電報略号はケヌ。事務管理コードは▲121812。駅番号はW40。

## 歴史

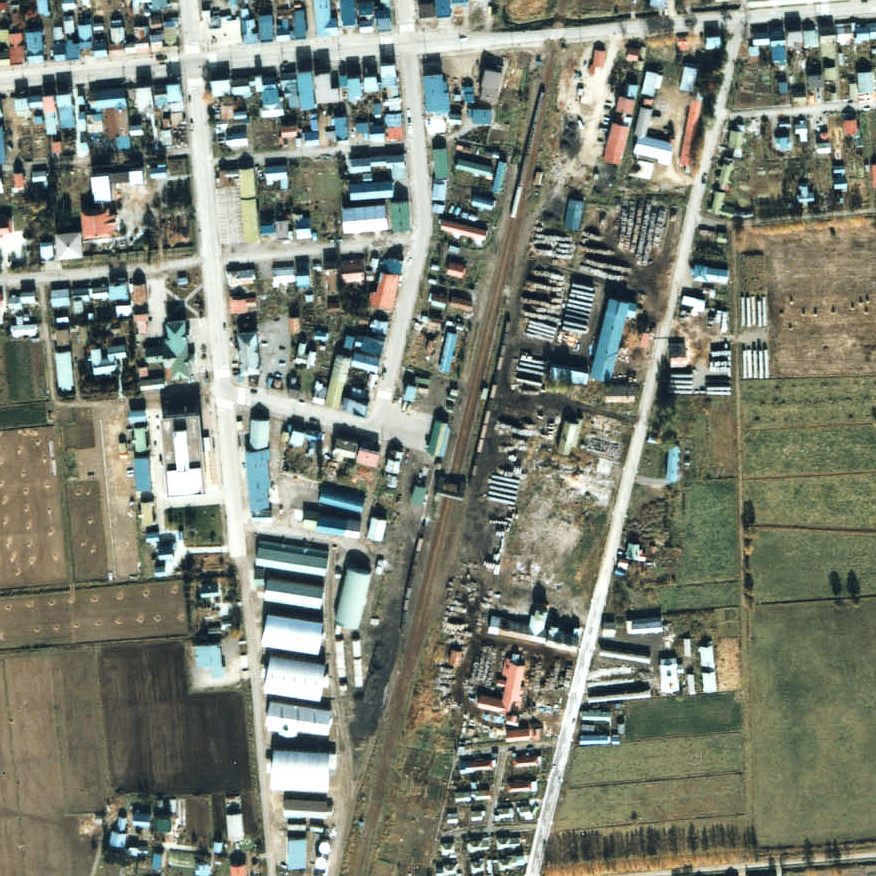
1977年の剣淵駅と周囲約500m範囲の状況。上が名寄方面。国鉄配線型千鳥式ホーム2面3線及び駅舎横旭川側に引込み線、さらにその南側に立ち並ぶ農協倉庫前へ専用線。駅裏は貨物積卸場と木材が野積みされた広いストックヤードがある。1983年出版資料の構内配線図によるとストックヤード側にもう1線旭川側から側線が引きこまれているが、この時点では不明。

- 1900年（明治33年）8月5日：北海道官設鉄道天塩線和寒駅 - 士別駅間延伸開業にともない設置[4][5]。一般駅[6]。当初の読みは「けぬふち」[6][7]。
- 1905年（明治38年）4月1日：鉄道作業局に移管[5]。読みを「けんぶち」に改める[6]。
- 1912年（大正元年）9月21日：宗谷線に線名を改称[5]。
- 1919年（大正8年）10月20日：宗谷本線に線名を改称[5]。
- 1949年（昭和24年）6月1日：公共企業体である日本国有鉄道に移管。
- 1968年（昭和43年）10月：貨物専用線を敷設[8]
- 1982年（昭和57年）11月15日：貨物取扱い廃止[6]。
- 1983年（昭和58年）5月：貨物専用線を廃止[8]
- 1984年（昭和59年）
  - 2月1日：荷物取扱い廃止[6]。
  - 11月10日：駅員無配置駅となり、出改札業務廃止[9]（連査閉塞運転要員はそのまま配置）。乗車券販売を簡易委託化。
    - 簡易委託の受託先は駅前の新聞店「丸八小沢商店」であり、そこで引き続き乗車券の購入が可能であった[10]。
- 1986年（昭和61年）11月1日：電子閉塞化の際、連査閉塞運転要員無人化[11]。
- 1987年（昭和62年）4月1日：国鉄分割民営化により、北海道旅客鉄道（JR北海道）の駅となる[12]。
- 1988年（昭和63年）11月3日：駅舎改築[4][13][14]。観光物産館とバスターミナルの併設となる[14]。
- 2000年（平成12年）：同年3月11日のダイヤ改正に伴う旭川駅 - 名寄駅間高速化に関連し、同日までに分岐器の片開き弾性分岐器化・一線スルー化を実施[15]。
- 2014年（平成26年）10月24日：同日から同年12月2日にかけ駅舎の全面改修を実施[16]。
- 2023年（令和5年）8月21日：「宗谷線アクションプラン」を踏まえた調査・実証事業の一環として、特急「宗谷」上下各1本の臨時停車を同日から9月3日までの14日間実施[JR北 1]。
- 2024年（令和6年）12月31日：同日で「丸八小沢商店」への乗車券販売簡易委託を終了[10]。

### 駅名の由来
アイヌ語の「ケネ（ペッ）プチ（kene〔-pet〕-puchi）」〔ハンノキ（・川）・その川口〕に由来する、などの説がある。

## 駅構造
2面2線の相対式ホームを持つ地上駅。西側1番線が一線スルーとなっている。ホーム間の移動は跨線橋を使う。
士別駅管理の無人駅。
駅舎内には剣淵町が管理するバスターミナル、観光物産館が併設され、トマトジュースなど町の特産品が展示されている。また、各ホームには駅名標の隣に観光案内看板が設置されており、周辺の観光地図などが掲載されている。

### のりば
| 番線 | 路線      | 方向 | 行先               |
| ---- | --------- | ---- | ------------------ |
| 1    | ■宗谷本線 | 下り | 名寄・音威子府方面 |
| 1・2 | ■宗谷本線 | 上り | 旭川方面           |

- 2番線は一部列車が使用する。

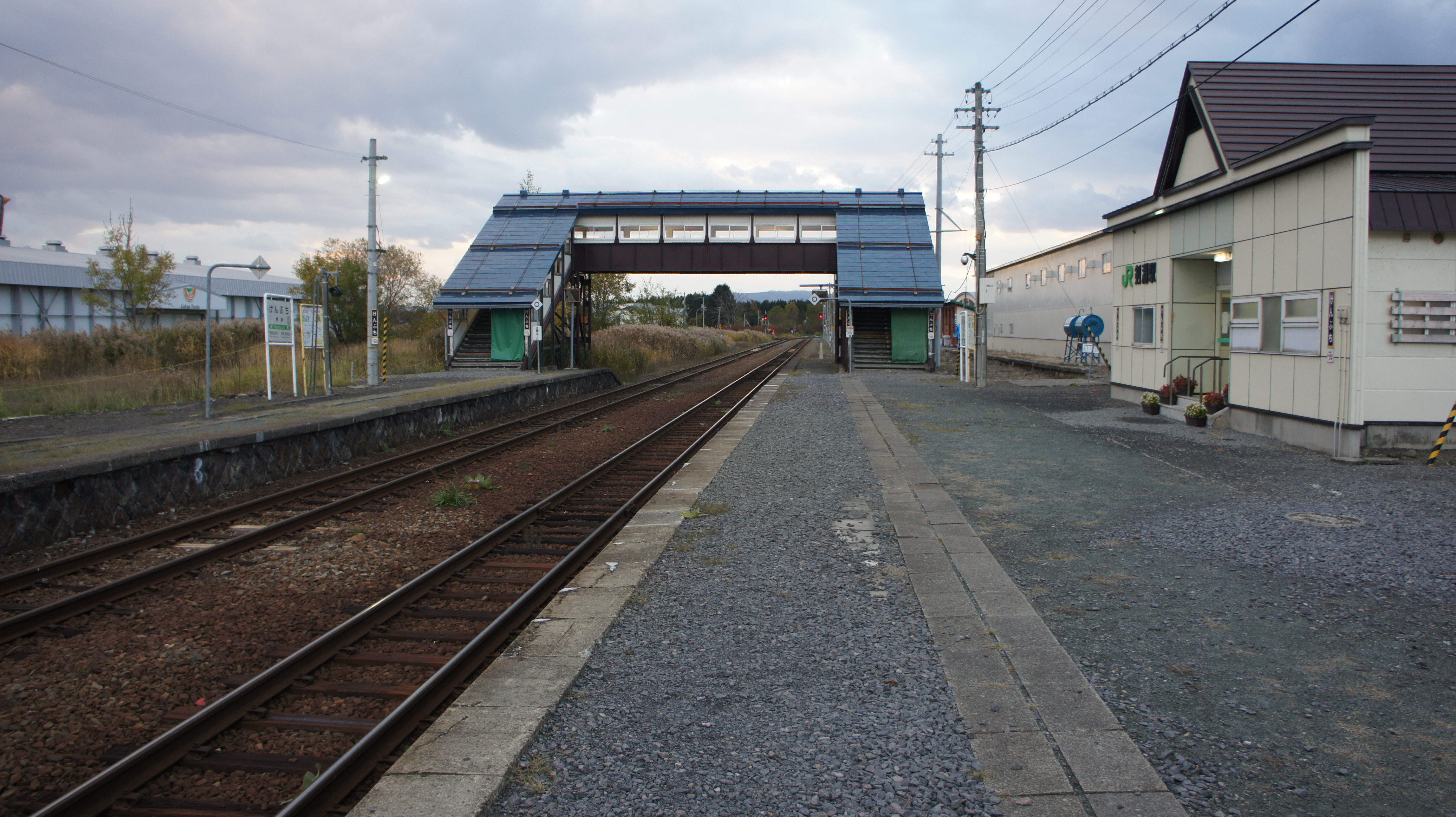
ホーム（2017年10月）
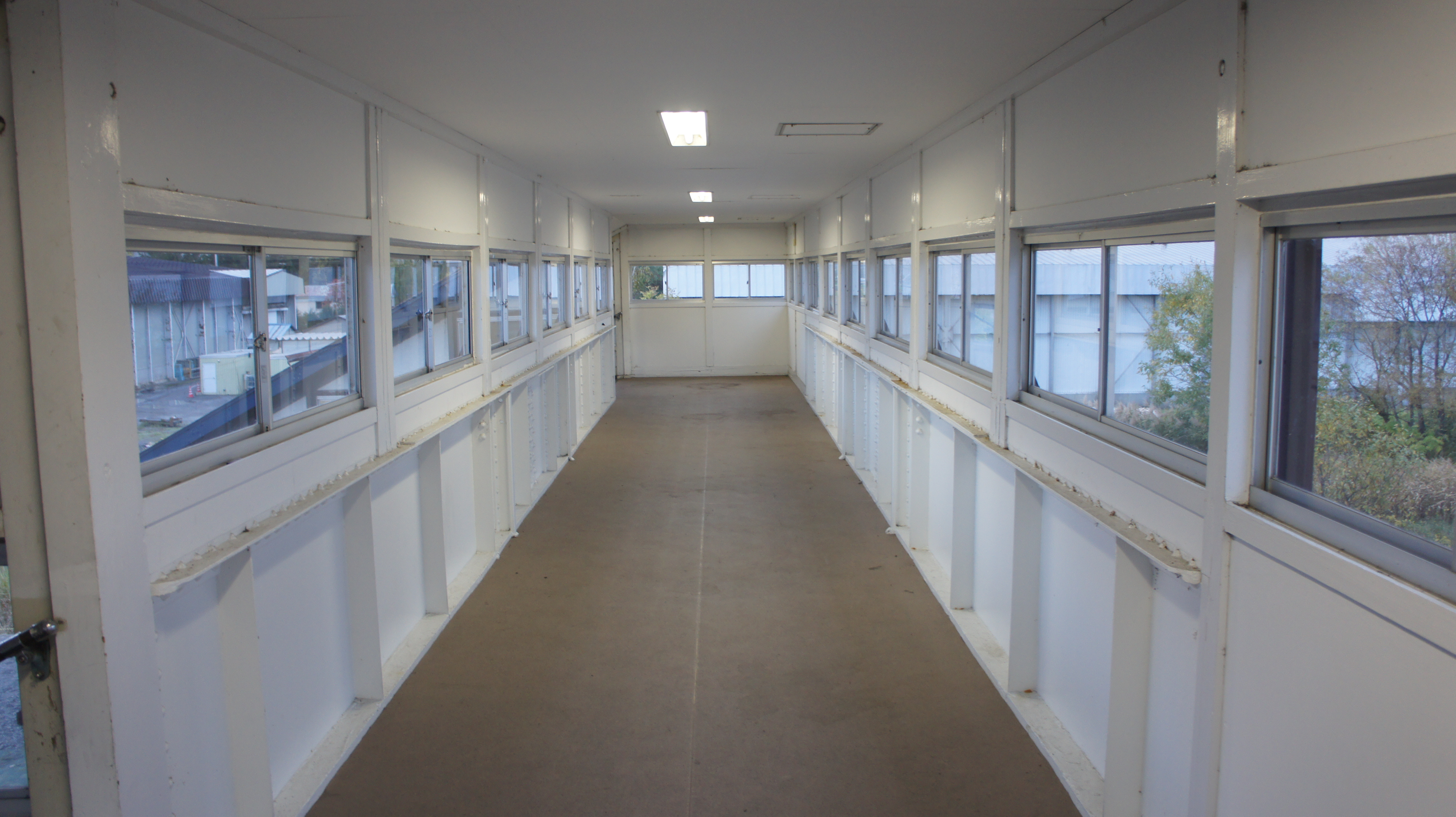
跨線橋（2017年10月）
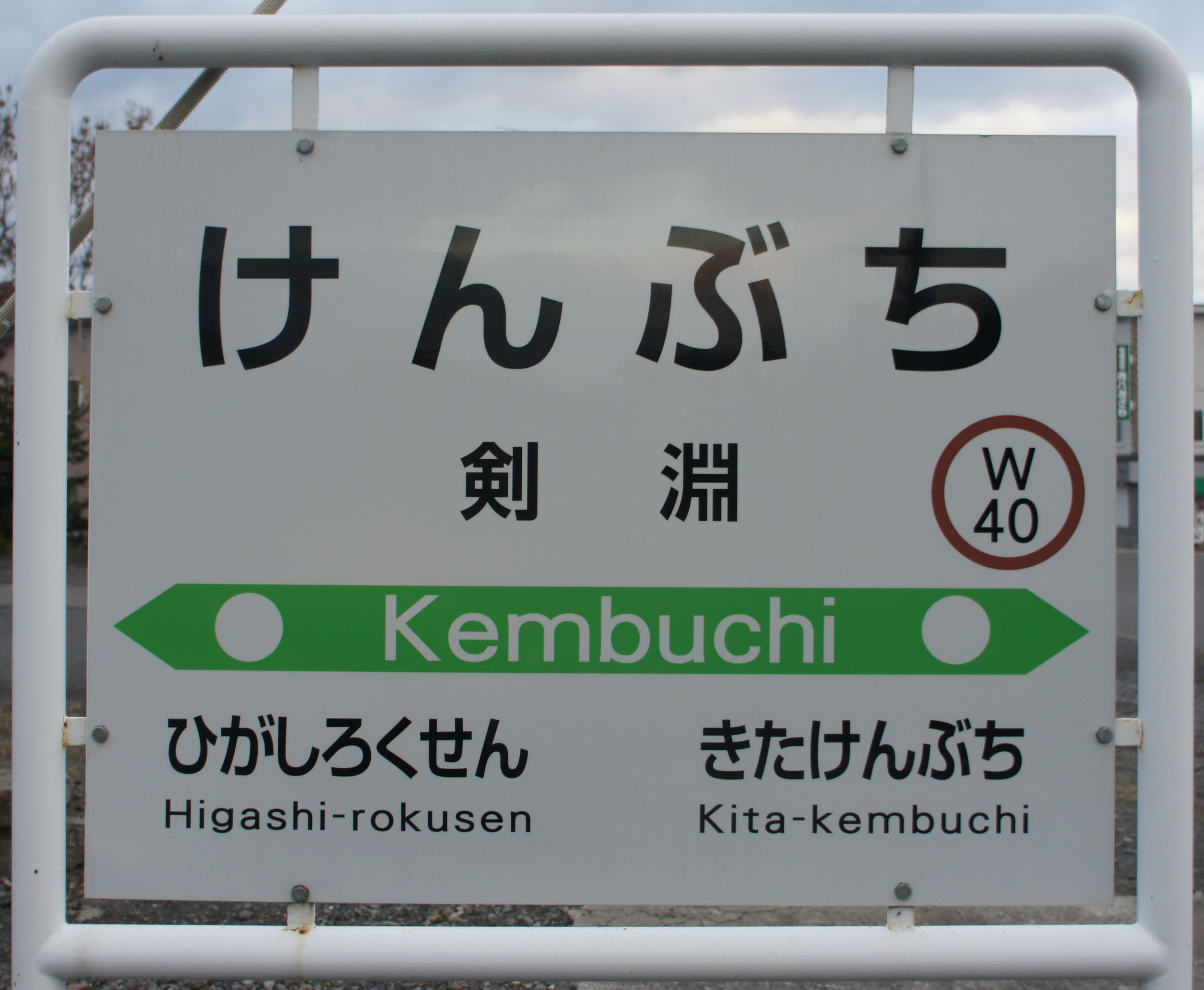
駅名標（2017年10月）

## 利用状況
乗車人員の推移は以下のとおり。年間の値のみ判明している年については、当該年度の日数で除した値を括弧書きで1日平均欄に示す。また、「JR調査」については、当該の年度を最終年とする過去5年間の各調査日における平均である。
| 年度               | 乗車人員 | 乗車人員 | 乗車人員 | 出典       | 備考             |
| 年度               | 年間     | 1日平均  | JR調査   | 出典       | 備考             |
| ------------------ | -------- | -------- | -------- | ---------- | ---------------- |
| 1978年（昭和53年） |          | 284.0    |          | [ 19 ]     |                  |
| 1992年（平成04年） |          | (179.0)  |          | [ 20 ]     | 1日乗降客数358名 |
| 2017年（平成29年） |          |          | 107.6    | [ JR北 2 ] |                  |
| 2019年（令和元年） |          |          | 92.0     | [ JR北 3 ] |                  |
| 2023年（令和05年） |          |          | 67.8     | [ JR北 1 ] |                  |

## 駅周辺
剣淵町の中心駅。街としての機能がそろう。
- 北海道道293号温根別剣淵停車場線
- 剣淵町役場
- 士別警察署剣淵駐在所
- 剣淵郵便局
- 北星信用金庫剣淵支店
- 北ひびき農業協同組合（JA北ひびき）剣淵基幹支所
- 剣淵町絵本の館
- 剣淵温泉レークサイド桜岡
- 北海道剣淵高等学校
- 道北バス「剣淵」停留所
- 剣淵町営バス「剣淵駅」停留所

## 隣の駅
北海道旅客鉄道（JR北海道）
■宗谷本線
「なよろ」停車駅
■普通
和寒駅 (W38) - *東六線駅 (W39) - 剣淵駅 (W40) - *北剣淵駅 (W41) - 士別駅 (W42)
*:打消線は廃駅

### JR北海道
1. 1 2  “宗谷線(旭川・稚内間) 事業の抜本的な改善方策の実現に向けた実行計画(2024(令和6)～2026(令和8)年度)” (PDF).   北海道旅客鉄道 (2024年). 2024年9月8日時点のオリジナルよりアーカイブ。2024年9月8日閲覧。
2. ↑  “駅別乗車人員（【別添資料】（2）宗谷本線（旭川・稚内間）の状況）” (PDF). 宗谷線（旭川～稚内間）事業計画（アクションプラン）.   北海道旅客鉄道. pp. 11-12 (2019年4月). 2019年4月18日時点のオリジナルよりアーカイブ。2019年4月18日閲覧。
3. ↑  “駅別乗車人員（【別添資料】（2）宗谷本線（旭川・稚内間）の状況）” (PDF). 宗谷線（旭川～稚内間）第2期事業計画（アクションプラン）. p. 10 (2021年4月16日). 2021年4月19日時点のオリジナルよりアーカイブ。2021年4月29日閲覧。